# Clara Fey
Clara Fey (Aquisgrana, 11 aprile 1815 – Simpelveld, 8 maggio 1894) è stata una religiosa tedesca e fondatrice dell'Istituto delle Suore del Povero Bambino Gesù.
È stata dichiarata beata da papa Francesco nel 2018.